# Lol Mohammed Chawa
Lol Mohammed Chawa (* 15. Juni 1939 in Mao; † 15. September 2019 in N’Djamena) war vom 29. April 1979 bis zum 21. August 1979  Staatspräsident des Tschad.
Er war der Führer einer unbedeutenden Fraktion der Rebellenarmee FROLINAT und kam offensichtlich als Kompromisskandidat der beiden Kriegsherren Hissène Habré und Goukouni Oueddei in das höchste Staatsamt. In den Jahren 1991 und 1992 war er Bürgermeister der Hauptstadt des Tschad.
1991 gründete er die Sammlung für Demokratie und Fortschritt, deren Vorsitzender er bis 2008 blieb. Im Jahr 1996 kandidierte er als Vertreter der Sammlung für Demokratie und Fortschritt (RDP) für das Präsidentenamt und erreichte 5,93 % der Stimmen.
Chawa war ethnischer Kanembu.